# Cikloida
Cikloída je v matematiki krivulja v ravnini, ki jo dobimo tako, da sledimo točki na krožnici, ko se ta kotali po vodoravni premici.
V parametrični obliki jo zapišemo kot:
{\displaystyle x(t)=r(t-\sin(t))\;}
{\displaystyle y(t)=r(1-\cos(t))\;,}
kjer je t neodvisni parameter in r polmer krožnice, s katero cikloido generiramo.

## Zgodovina
Cikloido je prvi raziskoval Nikolaj Kuzanski in kasneje Marin Mersenne. Imenoval jo je Galilei leta 1599. Leta 1634 je Gilles Personne de Roberval pokazal, da je površina pod cikloido enaka trikratni površini krožnice, ki jo je tvorila. Christopher Wren je leta 1658 pokazal, da je dolžina cikloide enaka štirikratnemu premeru krožnice tvorilke. Cikloido so imenovali »Helena geometrov« ker je večkrat povzročila spore med matematiki 17. stoletja.

## Cikloidno nihalo
Cikloidno nihalo je sestavljeno iz običajnega nihala, ki je obešeno v konico narobe obrnjene cikloide. Nitka nihala je na obeh straneh omejena s sosednjima lokoma cikloide. Dolžina nihala je enaka polovici dolžine loka cikloide (to je dvojni premer kroga, s pomočjo katerega je cikloida nastala).

## Ploščina
Ploščina pod enim lokom cikloide je 
{\displaystyle P=3\pi r^{2}\,}.

## Dolžina loka
Dolžina {\displaystyle l\,} enega loka cisoide je dana z 
{\displaystyle {\begin{aligned}l&=\int _{t=0}^{t=2\pi }\left(\left({\frac {dy}{dt}}\right)^{2}+\left({\frac {dx}{dt}}\right)^{2}\right)^{1/2}\,dt\\&=\int _{t=0}^{t=2\pi }r{\sqrt {2-2\cos(t)}}\,dt\\&=\int _{t=0}^{t=2\pi }2r\sin \left({\frac {t}{2}}\right)\,dt\\&=8r.\end{aligned}}}.

## Sorodne krivulje
- skrajšana cikloida, če je točka, ki jo spremljamo znotraj krožnice, ki se kotali po premici
- raztegnjena cikloida, če je točka, ki jo spremljamo zunaj krožnice, ki se kotali po premici
- trohoida je lahko katerakoli cikloida (raztegnjena ali skrajšana)
- hipocikloida, če je točka, ki jo spremljamo, na robu krožnice, ki se kotali po notranjosti druge krožnice
- epicikloida, če je točka, ki jo spremljamo, na robu krožnice, ki se kotali po zunanjosti druge krožnice
- hipotrohoida, podobno kot hipocikloida, vendar točka ni nujno na robu krožnice
- epitrohoida, podobno koz epicikloida, vendar točka ni nujno na robu krožnice

Vse te krivulje so rulete, ki so nastale tako, da se je krožnica kotalila vzdolž nespremenljive krivulje. Vse cikloide, epicikloide in hipocikloide imajo lastnost, da so vse podobne svojim evolutam.